# Guanhua
Il guanhua (官话S, guānhuàP, lett. "lingua degli ufficiali") era il linguaggio comune parlato dagli ufficiali imperiali e dai membri dell'amministrazione imperiale durante le dinastie Ming e Qing.

## Chiarimenti per evitare confusioni
Si inseriscono sotto alcuni punti per distinguere dei termini precisi nel vasto gruppo della "lingua cinese" per confonderli in toto con il concetto vasto e onnicomprensivo di "lingua cinese".
- La parola "lingua cinese" (Hanyu), come appena accennato, include tutti i dialetti, le varietà storiche e la lingua moderna standard in educazione e fissata per Costituzione. I dialetti in Cina sono numerosi e non intelligibili tra loro e la dialettologia è solita dividerli in famiglie (ogni gruppo ha un suo nome per identificarlo al meglio). Per quanto non siano la lingua standard, alcuni di loro (e.g. cantonese, shanghainese) sono molto diffusi e prestigiosi e, in generale, i dialetti meridionali conservativi vengono utilizzati per ricostruire e studiare il Primo Cinese Medio (o anche l'Old Chinese, siccome i dialetti Min insieme alle lingue Bai discendono dall'Old Chinese), da cui nascono le pronunce di gran parte degli hanja, kanji e Han tu' del chu' Nom.
- Il concetto di "lingua cinese" (Hanyu) non va confuso con il cinese mandarino, che è invece una delle famiglie dialettali della lingua cinese (dunque sono "lingua cinese", ma "cinese mandarino" si riferisce a questa precisa famiglia dialettale). La pronuncia standard del cinese moderno standard (vedi avanti) è stata infatti definita ispirandosi alla pronuncia delle parlate appartenenti al gruppo del cinese mandarino, la più grande famiglia linguistica tra quelle in cui si possono raggruppare e classificare i parlanti di cinese. Il più importante gruppo dialettale del cinese moderno è proprio il mandarino: si stima che almeno il 70% di tutti i parlanti nativi del cinese utilizzino una parlata appartenente al gruppo del mandarino[1]. Il dialetto più famoso è quello di Pechino.

- A questo proposito, la lingua cinese (Hanyu) non è da confondere con il dialetto settentrionale più prestigioso e che forma la base di gran parte della varietà standard, cioè il Beijinghua (Dialetto di Pechino): è una "lingua cinese", ma per la precisione è un dialetto in particolare.
- La lingua cinese (Hanyu) include anche le varietà storiche, aventi comunque nomi precisi per identificarle al meglio e evitare la confusione: Old Chinese/Cinese Antico, Cinese degli Han Orientali, Early Middle Chinese/EMC/Primo Cinese Medio, Late Middle Chinese/LMC/Tardo Cinese Medio, Early Mandarin/Primo Mandarino, Middle Mandarin/Mandarino Medio, Late Imperial Lingua Franca/Mandarino Tardo-Imperiale, a cui si aggiungono anche le varietà base dei dialetti da cui discendono le parlate locali, e.g. Proto-Min e Proto-Yue.
- Il Mandarino Medio e il Mandarino Tardo-Imperiale sono collegati direttamente alla varietà standard usata dagli amministratori della burocrazia imperiale, che è detta "Guanhua" (官话), "la lingua degli ufficiali/il dialetto di corte", usato dunque durante la Dinastia Ming e Qing. Lo standard di pronuncia di questa varietà koiné era quella di Nanchino, poi sostituita con quella di Pechino (in cui, per esempio, avvengono numerose palatalizzazioni di consonanti) durante il periodo di massimo splendore della Dinastia Qing, che aveva peraltro spostato la capitale da Nanchino a Pechino. La grammatica usata per scrivere i documenti era quella del Wenyan, cioè il cinese classico.
- "Cinese classico" si riferisce alla grammatica letteraria, la grammatica arcaica e colta del "Wen" (con pronuncia in Old Chinese e, a partire dal Rinascimento Cinese e khanato mongolo, rispettivamente in Cinese Medio e Primo Mandarino) in contrapposizione con il Baihua e con la grammatica moderna standard. "Letteraria" comunque non indica un limite: il Baihua è stato usato per scrivere famose opere letterarie, e.g. "Il sogno della camera rossa" di Cao Xueqin, vissuto nel Settecento.
- Infine, la "lingua cinese" (Hanyu) include anche la varietà moderna standard imparata dagli stranieri di tutto il mondo come L2 a scuola o in famiglia o imparata come L1 (lingua nativa) accanto al dialetto, se si eccettuano i casi di parlanti nativi cinesi e non che imparano un dialetto prestigioso e/o conservativo come lo shanghainese e il cantonese o un Minnan/Hokkien e simili. Il Puntonghua o Guoyu o Huayu indicano tutti e tre il cinese moderno standard, cioè la parlata comune per Costituzione che si studia a scuola o quando si vuole imparare il cinese standard, che si parla all'ONU insieme ad altre cinque lingue e si usa nell'amministrazione nella RPC. Questa parlata è basata come pronuncia sul dialetto di Pechino ed è influenzata dal Baihua (ma non solo) a livello grammaticale. In alcune espressioni proverbiali formate da 4 o 8 caratteri, i chengyu, si possono notare strutture del cinese classico. "Puntonghua" (普通话), "parlata comune/corrente" è il nome del cinese moderno standard in cinese utilizzato nella RPC, mentre "Zhongwen" (中文) si riferisce per la precisione alla sua versione formale scritta (la grammatica è pressoché identica a quella colloquiale, ma chiaramente è scevra da colloquialismi), che rimpiazza il Wenyan (文言). Un terzo nome possibile è, letteralmente, "cinese-standard" 标准汉语. "Guoyu" (国语), "parlata nazionale" è il nome del putonghua originale usato tuttora a Taiwan. "Huayu" (华语), "parlata cinese/Hua", è il nome usato a Singapore e nel resto dell'Asia ("Hua" è diversoda "Han" perché il primo si riferisce a tutti i cinesi in Cina, Asia e nel mondo, mentre "Hàn" si riferisce all'etnia di maggioranza in Cina e nel mondo, a cui si affiancano le minoranze etniche; "Hàn" deriva dal nome della Dinastia Han, che a sua volta prende il suo nome da quello di un fiume in Cina, il Fiume Han). In inglese "cinese moderno standard" si traduce con "Modern Standard Chinese". Storicamente, il cinese moderno standard è stato creato e reso ufficiale già nel 1932 con il nome di "Guoyu" dalla Repubblica di Cina a seguito della caduta della Dinastia Qing con l'abdicazione dell'ultimo Imperatore Puyi nel febbraio 1912 dopo la rivolta di Wuhan. La lingua, detta poi putonghua, è standard dalla fondazione della Repubblica Popolare Cinese da parte del leader dei comunisti Mao Zedong, avvenuta il 1º ottobre 1949.

## Descrizione generica

### Introduzione
Il guanhua, che si potrebbe definire una vera e propria "lingua dei mandarini", era un tentativo d'elaborare uno standard a partire dalle tante pronunce della lingua mandarina, altro nome con cui ci si riferisce alla grande famiglia di lingue generalmente associate con il nord-est della Cina (北方话S, BěifānghuàP, lett. "lingua del nord"). Una lingua comune per gestire l'amministrazione era fondamentale nell'antica Cina, in cui esisteva solo questa varietà standard affiancata a una vasta pletora di dialetti non intelligibili tra loro e derivati direttamente dal Primo Cinese Medio 中古汉语 (tranne quelli di famiglia Min e derivati direttamente dal Proto-Min, che deriva a sua volta dall'Antico cinese (上古汉语), di cui esistono ricostruzioni come la Baxter-Sagart, 2014). Oggi lo standard in Cina è il Putonghua 普通话 (chiamato anticamente e tuttora a Taiwan "Guoyu" 国语), la cui pronuncia si basa sul dialetto di Pechino 北京话, che è tuttora la capitale. Se si lega il guanhua all'Impero Cinese, si può fare terminare nel febbraio 1912, al culmine della decadenza Qing 清朝, quando l'ultimo Imperatore Puyi ha abdicato a seguito della Rivolta di Wuhan capitanata da Sun Yat Sen. Viceversa, se si prende come punto di inizio la Dinastia Ming 明朝 e la caduta del khanato mongolo (Dinastia Yuan 元朝), si può prendere il 1368 come anno simbolico di inizio: è l'anno in cui si insedia la Dinastia Ming. Durante questa dinastia in Europa è stato fondato l'Ordine dei Gesuiti da Sant'Ignazio di Loyola. I primi viaggiatori che trattarono di aspetti grammaticale della lingua cinese (sia dialetti sia guanhua) erano in larga misura missionari gesuiti, gli stessi europei che trattarono per primi la lingua giapponese e vietnamita (e.g. Michele Ruggieri e Matteo Ricci, Joao Rodrigues, Alexander de Rhodes, Pigneau de Behaine...). La grammatica con cui si scrivevano i documenti ufficiali o poesie in stile arcaicheggiante è quella del cinese classico, cioè il Wenyan 文言. Il guanhua era studiato dai missionari per poter comunicare con i burocrati e le persone colte in Cina, ma di fatto non era la lingua della popolazione, che parlava il dialetto 方言. Per fare proselitismo, i missionari avrebbero dovuto imparare i dialetti locali (e.g. si pensi al reverendo Robert Morrison, che scrisse e pubblicò il primo vocabolario europeo di dialetto cantonese nel 1828). Il guanhua si può ancora studiare e osservare nelle grammatiche degli europei.

### Scrittura e toni
Il guanhua era scritto con i caratteri cinesi tradizionali 繁体字 (la semplificazione è avvenuta agli esordi della Repubblica Popolare Cinese 中华人民共和国, fondata nell'ottobre 1949) e i componenti base della scrittura di questi ultimi sono identificati in alcuni tratti calligrafici base, dotati di un ordine di tracciamento per ottenere una grafia esteticamente gradevole, e in una lista di 214 componenti base individuati da Mei Yingzuo nel 1615 e riprodotti in un celebre dizionario del 1716, il Dizionario Kangxi 康熙字典. A partire da quest'opera, sono universalmente conosciuti come "Radicali Kangxi" 康熙部首 e formano lo standard pure per i kanji, hanja e chu' Nom. Il guanhua, per rappresentare la pronuncia nei dizionari, faceva uso del fanqie 反切, usato anche nei rimari antichi (e.g. Qieyun 切韵, Guangyun 广韵 e Jiyun, usati anche per studiare il Primo Cinese Medio, di cui esistono ricostruzioni come quella di Baxter, 2011). Non esisteva nessun metodo alternativo per indicare la pronuncia, siccome il pinyin 拼音 è stato creato durante la Repubblica Popolare Cinese. L'unico metodo pre-esistente era il zhuyin, che però non ha avuto fortuna e oggi si usa solo a Taiwan a fianco al Taiwan Pinyin. I toni riprendevano ancora l'assetto del Primo Cinese Medio (che, come nomi/categorie, è stato esportato pure nel Coreano Medio) e venivano descritti proprio con il nome della categoria: tono piatto/piano "ping2" 平声, tono ascendente/crescente "shang3" 上声, tono discendente/decrescente "qu4" 去声, tono entrante "ru4" 入声. Il primo era un'intonazione piatta e piana, il secondo era crescente, il terzo era decrescente e "tono entrante" è un modo di dire che la vocale si intona in modo rapido e sfuggito perché affiancata a un colpo di glottide (e anticamente a uno stop senza rilascio udibile di suono). In Coreano Medio invece si usavano uno o due punti accanto all'hanja finché l'assetto tonale non è crollato con la fine del Tardo Coreano Medio e l'inizio del Primo Coreano Moderno a seguito delle guerre Imjin della Dinastia Joseon contro il Giappone feudale, guidato da Toyotomi Hideyoshi (Periodo Azuchi-Momoyama).

### Pronuncia
La pronuncia del guanhua antica durante il periodo Ming, in cui si parlava il Mandarino Medio 明清官话 (un'evoluzione del Primo Mandarino 早期官话 parlato durante il khanato mongolo), era basata sulla varietà standard e di prestigio della capitale durante la Dinastia Ming, cioè Nanchino. Questa pronuncia non presenta numerose palatalizzazioni che invece sono avvenute nel dialetto di Pechino durante la Dinastia Qing, in cui la capitale era Pechino. Queste palatalizzazioni sono preservate nei dialetti conservativi (e.g. cantonese e dialetti Minnan) e nelle lingue sino-xeniche (vocabolario sino-giapponese, sino-coreano, sino-vietnamita scritto con kanji, hanja e chu' Nom). Il guanhua poi, a differenza del Primo Cinese Medio e dei dialetti conservativi appena citati e del coreano e vietnamita, non ha i tre stop senza rilascio udibile di suono a fine sillaba *-p, *-t e *-k siccome si riducono in uno stacco glottale/colpo di glottide. Nei dialetti settentrionali si sente ancora questo colpo di glottide, sparito in Putonghua. A fine sillaba si poteva ancora trovare la codina nasale *-m, che durante il Mandarino Medio ha terminato di assimilarsi con *-n (aveva già iniziato ad assimilarsi in particolari contesti durante il Primo Mandarino, periodo in cui nasce anche la vocale arrotondata /y/ da una modifica di */ju/, in cui convergono */ju/ e */jo/ del Primo Cinese Medio).